# Kocioł (naczynie)

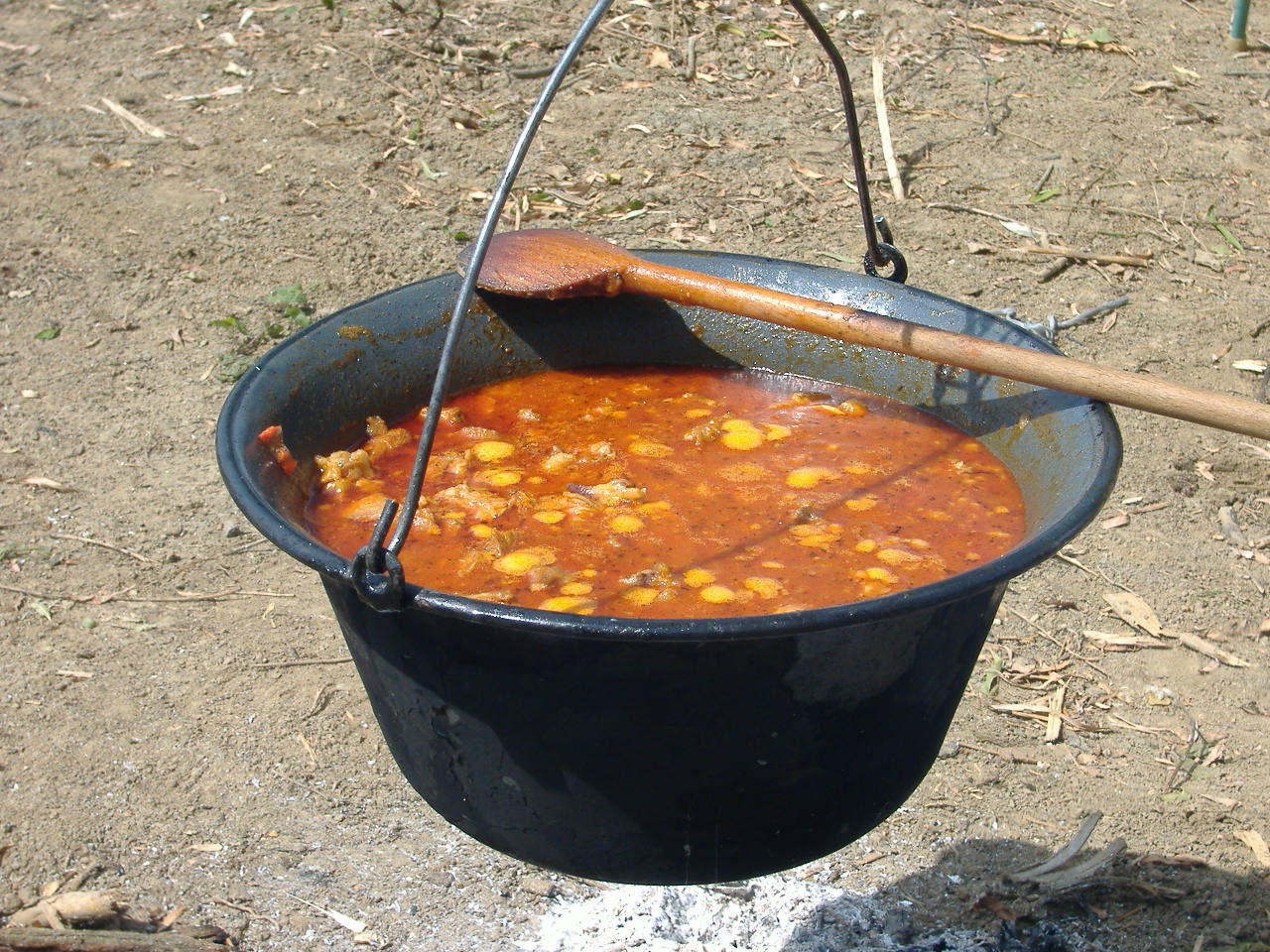
Węgierski gulasz przygotowywany w kotle

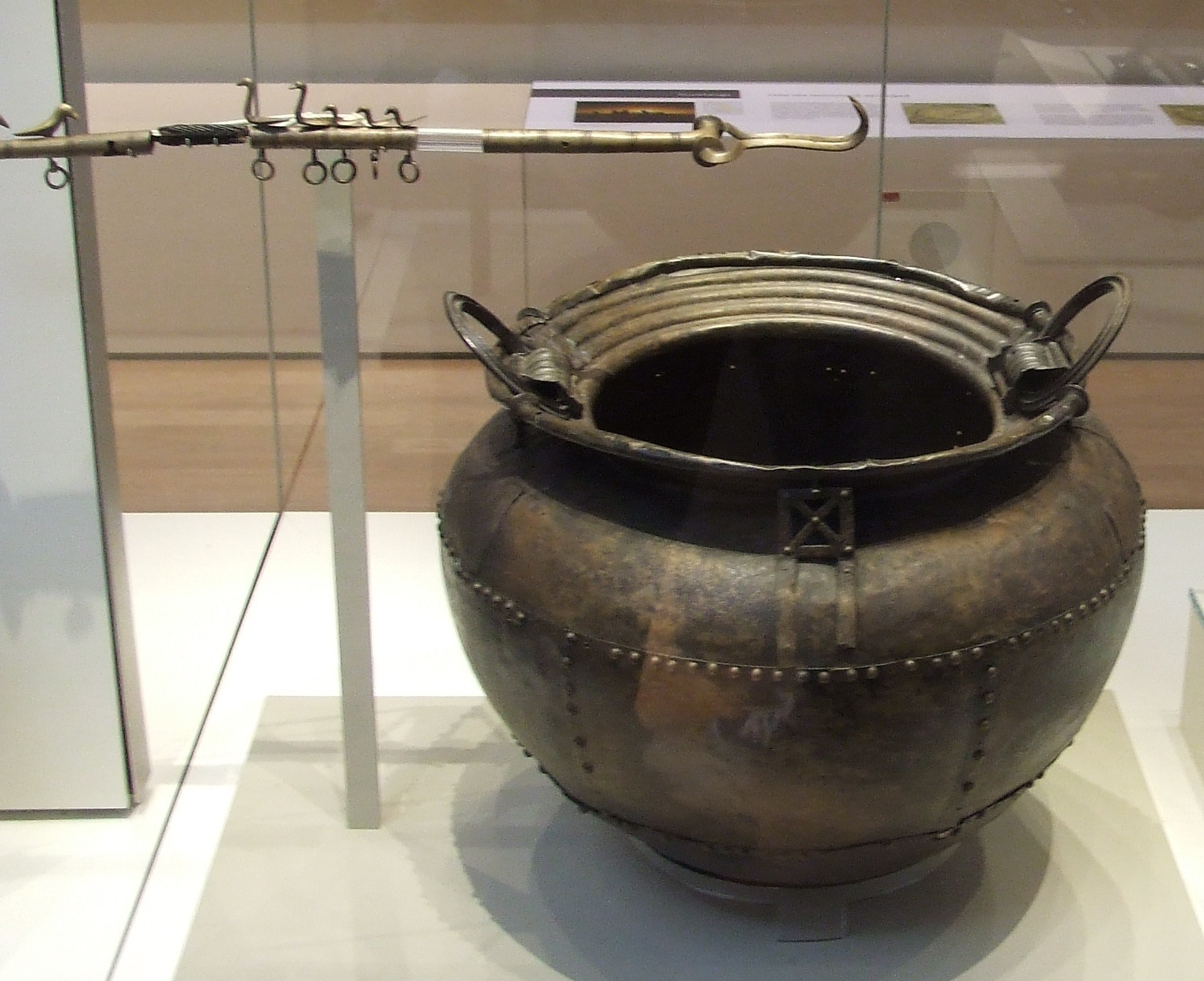
Kocioł z epoki brązu (Muzeum w Londynie)

Kocioł – duże metalowe naczynie służące do przygotowania potraw na otwartym ogniu, zwykle z półkolistą rączką. Kocioł jest jednym z najstarszych naczyń używanych przez ludzi. 
Archeolodzy znaleźli wiele przykładów kotłów bogato zdobionych, np. Kocioł z Gundestrup z II-I w. p.n.e.

## W kulturze
Kotły obecne są w różnych mitologiach. W mitologii irlandzkiej Kocioł Odrodzenia jest jednym z Czterech Skarbów Tuatha – mógł wyżywić całą armię. Również w kulturze irlandzkiej leprechauny przechowują w kotłach skarby.
W kulturze rozpowszechniony jest obraz kotłów używanych przez czarownice do przygotowania mikstur. Motyw ten pojawia się np. w Makbecie. 